# Colonia Benítez
Colonia Benítez é uma cidade da Argentina, localizada na província de Chaco.